# أحمد عويدي العبادي
أحمد عويدي الحارثي العبادي سياسي، وباحث، وكاتب، ومترجم، ومؤرخ، وشيخ عشائري أردني، وهو عقيد متقاعد من القوات المسلحة الأردنية، ونائب أسبق في مجلس النواب الأردني، ومعارض حالي من أبرز المعارضين الأردنيين. أسس الحركة الوطنية الأردنية. وُجِهت له العديد من القضايا في المحاكم وزُجَّ به في السجن عدة مرات، شكل عداوات مع السياسيين الأردنيين عامة ووَجَّهَ انتقادات مباشرة للديوان الملكي والعائلة الهاشمية بشكل عام وللملكة رانيا بشكل خاص، إذ اتهمها هي وعائلتها بالهيمنة على أموال الأردنيين.
بدأ حياته كضابطاً في الجيش العربي، وترأّس تحرير مجلة الشرطة وتقاعد عام 1987. فاز بعضوية مجلس النواب الأردني الحادي عشر والثالث عشر. نال العبادي شهادة الدكتوراه في العلوم السياسية والاجتماعية من جامعة كامبريدج.

## النشأة
وُلِد أحمد في قرية السويسة في منطقة بدر الجديدة وادي السير، غرب عمّان، يُعَد من قبيلة بني عباد وعاش طفولته الحياة البدوية. التحق بمدرسة الفقهاء في وادي السير، وعندما أنهى المرحلة المدرسية ذهب إلى الأمن العام.

## الحياة الشخصية
تزوج عويدي العبادي وهو في الصف العاشر الأساسي، ولديه ولدان وهم بِشِر ونُمَي وبنتان.

## الحياة التعليمية
في عام 1969، التحق العبادي بالانتساب في قسم جغرافيا؛ كلية الآداب في جامعة بيروت العربية أثناء عمله في الأمن العام وتخرج منها بدرجة جيد في عام 1972، وحصل على درجة امتياز في شهادة الماجستير بالدراسات الإسلامية والتاريخية والجغرافية من معهد الدراسات الإسلامية العالي بالقاهرة عام 1978، ثم نال شهادة الدكتوراة في العلوم السياسية والاجتماعية (الانثروبولوجيا) من جامعة كامبريدج البريطانية عام 1982. يعد العويدي صاحب أول نص درامي بدوي وذلك من خلال كتابته لقصة مسلسل وضحة وابن عجلان الذي أُنتِجَ في العام 1975.

## الحياة المهنية
عمل العبادي في بداية حياته المهنية ضابطاً في الشرطة الأردنية حيث ترأس تحرير مجلة الشرطة الأردنية خلال الفترة 1973 – 1979، وتقاعد منها وهو برتبه عقيد في عام 1987، فاز بعضوية مجلس الأمة الأردني الحادي عشر (1989 – 1993) والثالث عشر (1997 – 2001). أسس الحركة الوطنية الأردنية في العام 2006 ولم يحصل لها على ترخيص من قبل الحكومة، ويشير إلى أن عدد أعضائها تجاوز 70 ألف أردني في مختلف دول العالم.

### حياته كمعارض
في 3 أيار/مايو 2007 قرر المدعي العام الأردني توقيف العبادي وتوجيه ثلاث تهم له وهم المس بهيبة الدولة والذم والقدح ومخالفة قانون المعاملات الإلكترونية، إذ رفع ضده في 5 شباط/فبراير 2007 وزير الداخلية عيد الفايز شكوى قضائية بتهمة القدح والذم بعد أن تعرض له في أحد البيانات التي ينشرها على الإنترنت. قالت هيومن رايتس ووتش في 21 أيار/مايو أن على الحكومة إسقاط جميع التهم الجنائية المتعلقة «بالقدح والذم» مؤكدة على حرية التعبير بالرأي. في المقابل، قيل أن العبادي قام بتوجيه بيانات وخطابات على شبكة الإنترنت للرأي العام ومسؤولين أميركيين كان آخرها رسالة وجهها إلى رئيس مجلس الشيوخ الأميركي انتقد خلالها الأوضاع السياسية والاقتصادية والاجتماعية في الأردن وقوانين الانتخاب والصحافة، ووجه اتهامات بالفساد إلى مسؤولين كبار. كما وجه عدداً من الخطابات للعاهل الأردني الملك عبد الله الثاني بن الحسين وتطرق فيها لدور زوجته الملكة رانيا العبد الله. ونتيحة لهذه القضايا سُجِن أحمد لمدة عامين.

## المؤلفات

### المسلسلات
- 1975: مسلسل "وضحا وابن عجلان"، (13 حلقة).
- 1977: مسلسل «صقور الصحراء»، (13 حلقة).
- 1984: مسلسل «تعاليل»، (15 حلقة).
- 1987: مسلسل «حكايات من البادية»، (13 حلقة).

### مؤلفاته باللغة العربية
- المرأة البدوية 1973.
- من القيم والآداب البدوية طبعتان 1976، 2005.
- مقدمة لدراسات العشائر الأردنية طبعتان 1983,1985.
- العشائر الأردنية (الأرض، الإنسان، التاريخ) الجزء الأول 1985.
- العشائر الأردنية (الأرض، الإنسان، التاريخ) الجزء الثاني 2004.
- عشائر الأردن الجزء الثالث / جولات وتحليلات
- المناسبات عند عشائر الأردنية، طبعتان 1980،1988.
- الأدلة القضائية عند البدو، 1984.
- الجرائم الكبرى عند العشائر الأردنية 1985.
- الجرائم الصغرى عند العشائر الأردنية 1985.
- في ربوع الأردن جولات ومشاهدات، جزءآن 1988.
- القضاء عند العشائر الأردنية،1988.
- الأردن في كتب الرحالة والجغرافيين المسلمين،2005.
- معارك البرلمانية، ثلاثة مجلدات، 2005

### مؤلفاته باللغة الإنجليزية
- Bedouin justice in Jordan 1921- 1982 ph.D. thesis.
- Political History of the Jordanian tribes up to 2005, two volumes.(under publication)
- Note on the Bedouins and the wahhabys (1810 - 1817), two large volumes under publication.by Lewis Burkhart
- A crackle of Thorns, Alek Kekebride (1916- 1950).
- The Story of Arab Legion, John Glubb(1930- 1946)- 1985.
- The Survey of Eastern Palestine (1980) published 2005.
- Life and Ventures, Beyond Jordan by Robison lez.1889
- Jordan valley and Petra, American mission, 1902.
- The Land of Moab, Tristam, 1872, two editions, 1986, 2005.
- With the Bedouins, Gray Hill, 1890
- Across Jordan by schumakher,1884(published 2005).
- The land of Gilead, by Lawrence Oliphant, 18800(published 2004).